# San Lorenzo (kommun i Mexiko, Oaxaca, lat 16,42, long -97,89)
San Lorenzo är en kommun i Mexiko.   Den ligger i delstaten Oaxaca, i den sydöstra delen av landet, 400 km söder om huvudstaden Mexico City.
Följande samhällen finns i San Lorenzo:
- San Lorenzo
- Santa María Yosocani
- Guadalupe Yosocani